# Jean-Baptiste Périquet
Jean-Baptiste Périquet, né à Oignies-en-Thiérache le 11 juillet 1868 et mort le 29 décembre 1933, est un homme politique belge, membre du parti ouvrier belge.

## Biographie
Simple ouvrier d'ardoisière et syndicaliste de la première heure, il parvient en 1895 à faire élire une majorité socialiste au conseil communal de Oignies. L’année suivante, il fonde d’abord la Société coopérative de Nismes qu’il dirige dès 1901. Par la suite, il crée dans la région force syndicats et mutuelles.
Ardent défenseur de la classe ouvrière, il est aussi un polémiste fécond : sa prose est omniprésente dans tous les journaux anticléricaux de combat, notamment dans des hebdomadaires de gauche comme L’Éclaireur socialiste puis La Voix ouvrière et paysanne. En 1906, il fonde la Société de la Libre Pensée du canton de Couvin.
En 1912, il est terrassé par la maladie. Pendant la Première Guerre mondiale, il assume les distributions de vivres et de secours à la population. En novembre 1916, il est emprisonné par l'occupant pour avoir refusé de livrer la liste des ouvriers chômeurs et s'être opposé à ce que les chevaux de la coopérative soient employés à des transports pour les Allemands. 
En juin 1918, il participe à la création de la coopérative régionale les « Magasins Généraux » de Philippeville. 
Élu député de 1919 à son décès; conseiller communal de Philippeville de 1921 à 1930 ; enfin, bourgmestre de Oignies, son village natal, en 1933.
Deux plaques commémoratives ont rappelé le souvenir de ce défenseur acharné de la classe ouvrière. La première était apposée au café du Peuple à Philippeville, au no 17 de la Place d’Armes, mais celui-ci est devenu un restaurant chinois et la stèle a été enlevée ; une annexe de ce bâtiment avait aussi abrité dès 1922 l’École industrielle créée par J-B. Périquet.
L’ACTION COMMUNE SOCIALISTE
EN HOMMAGE
J-B. PÉRIQUET
1868 - 1933
—
1er mai 1968
La deuxième a été inaugurée le 1er mai 1996 sur sa maison natale à Oignies, rue Roger Delizée; l’inscription en est la suivante :
JEAN-BAPTISTE PÉRIQUET
PREMIER DÉPUTÉ SOCIALISTE
DE DINANT-PHILIPPEVILLE
NÉ DANS CETTE MAISON LE 11/07/1868